# Ilija Jorga
Ilija Jorga (Beograd, 15. studenog 1941.), srpski majstor borilačkih vještina, jedan od prvih majstora karatea u Srbiji i SFR Jugoslaviji. Nosilac je 10. Dana u karateu. Osnivač je karate stila Fudokan. Umirovljeni je redovni profesor fiziologije na Medicinskom fakultetu Sveučilišta u Beogradu. Mlađi je brat Vladimira Jorge.

## Životopis
Ilija Jorga je počeo da se bavi karateom 1959. godine. U Zagrebu je 1967. godine položio za majstorsko zvanje (1. Dan) u karateu pred japanskim učiteljem Tetsuji Murakamijem. Njegov prvi instruktor je bio njegov stariji brat Vladimir Jorga, a kasnije njegovi sensei su postali Tetsuji Murakami, Taiji Kase i Hidetaka Nishiyama.
Jorga je proslavljeni šampion Europe u katama, 13 puta jugoslavenski majstor u otvorenoj športskoj borbi i ponovljeni šampion Europe. Također je osvajač medalja na mnogim međunarodnim turnirima. Na međunarodnim turnirima osvojio je 18 medalja, među europskim i svjetskim šampionima (Jorga je prvi šampion koji nije iz Japana, koji je pobjedio na svjetskom šampionatu u Tokiju). Između 1968. i 1980. bio je izbornik karate reprezentacije SFR Jugoslavije. Oni su osvojili 65 medalja na međunarodnim turnirima, također 12 europski i svjetskih šampionskih naslova. Na svoj rođendan, 15. studenog 1980. Ilija Jorga je prezentirao novi predavački sustav, moderan razvitak karatea poznatog po nazivom Fudokan. Kate koje je tada demonstirao su: Heian oi-kumi, Taiji shodan, Kaminari.
Godine 1981. je Jugoslavensku karate federaciju i počeo samostalnu karijeru. Nekoliko godina je živio u Francuskoj, vježbao je s Taiji Kaseom, kojem je bio asistent na međunarodnim trening kampovima očekujući službeno priznanje jošitaka stila. Godine 1987. Jorga počinje surađivati s Hidetakom Nishiyamom i zajedno s njim počeo je da popularizuje tradicionalni karate kao njegov učenik. Njegova organizacija fudokan je četvrta velika organizacija svijeta.

## Djela
- Karate: uvod u jednu veštinu borenja (s Vladimirom Jorgom i Petrom Đurićem) (Beograd, 1968)
- Heian kata N°1: karate-tehnike za žuti pojas (s Vladimirom Jorgom i Petrom Đurićem) (Beograd, 1972)
- Internacionalna karate pravila borenja i suđenja: sa komentarima i primerima iz prakse (s Vladimirom Jorgom i Petrom Đurićem) (Beograd, 1973)
- Nunčaku i karate: prikaz jedne borilačke veštine karate majstora sa Okinave (s Vladimirom Jorgom i Petrom Đurićem) (Beograd, 1975)
- Teki i enpi kata: obavezni sastavi karate-tehnika za učenike i majstore (s Vladimirom Jorgom i Petrom Đurićem) (Beograd, 1978)
- Pravila sportske karate borbe (s Vladimirom Jorgom i Petrom Đurićem) (Beograd, 1981)
- Nunčaku i karate: veština borenja nunčakom zasnovana na elementima karatea (s Vladimirom Jorgom i Petrom Đurićem) (Beograd, 1982)
- Karate: majstorske kate. Knj. 1, Basai-dai, Kanku-dai, Đion (s Vladimirom Jorgom i Petrom Đurićem) (Beograd, 1985)
- Karate: majstorske kate. Knj. 2, Hangecu, Gankaku, Niđu-šiho, Unsu (s Vladimirom Jorgom i Petrom Đurićem) (Beograd 1986)

## Vanjske poveznice
- World Fudokan Federation  Arhivirana inačica izvorne stranice od 6. svibnja 2020. (Wayback Machine)